# Estivella
Estivella es un municipio de España perteneciente a la provincia de Valencia, en la comarca del Campo de Murviedro.

## Geografía
Estivella está situada en la comarca del Campo de Murviedro, a 35 kilómetros de Valencia, y cuenta con una población de unos 1300 habitantes y una superficie de 21 kilómetros cuadrados. El término municipal está atravesado por la Autovía Mudéjar (A-23) y por la antigua carretera nacional N-234, entre los pK 9 y 12.
El relieve del municipio está definido por el valle del río Palancia por el este y por una zona más abrupta y montañosa por el oeste, formada por la vertiente septentrional de la Sierra Calderona. La zona montañosa cuenta con cerros separados por barrancos cuya altitud no suele pasar de 500 m. Su altura más importante es el Garbí (603 m). Cruza el término de norte a sur el lecho seco del río Palancia, que tiene un cauce ancho y poderoso. Los barrancos más importantes son los del Pla, de Linares, de la Carrasca y de la Beselga, que bajan hacia el Palancia desde el sector oeste del término y se juntan para desembocar en un solo cauce junto a la población. La altitud oscila entre los 660 m, en el límite con Segart, y los 94 m a orillas del río Palancia. El pueblo se alza a 114 m sobre el nivel del mar. 
| Noroeste: Torres Torres  | Norte: Torres Torres       | Noreste: Torres Torres         |
| Oeste: Serra             |                            | Este: Sagunto                  |
| Suroeste: Serra y Segart | Sur: Albalat de Taronchers | Sureste: Albalat de Taronchers |

El municipio cuenta con un yacimiento de agua muy apreciado y frecuentado por los vecinos y turistas, "La font de Barraix", la cual está situada enfrente de la "Fonda de Barraix", ambas en situadas en el majestuoso monte Garbí.

### Clima
Estivella posee un clima de transición entre el mediterráneo litoral y el clima mediterráneo de interior, con inviernos frescos y veranos calurosos y bochornosos. Las precipitaciones en verano son prácticamente escasas y acompañadas de numeroso aparato eléctrico. El promedio se sitúa en unos 510 mm anuales. Hecho que contrasta totalmente con el otoño y la primavera, donde estas son de forma torrencial, provocadas por el fenómeno de la gota fría. Estas fuertes precipitaciones, suponen grandes crecidas en el río Palancia y en los barrancos confluyentes. Un ejemplo de estas fuertes lluvias fue la fuerte gota fría que sufrió el norte de Valencia y sur de Castellón el año 2000. Se recogieron más de 300 litros y provocó el desbordamiento del río Palancia.

### Localidades limítrofes
Torres Torres, Albalat de Taronchers, Sagunto, Segart y Serra, todas ellas en la provincia de Valencia.
|       | Torres Torres                  |         |
| Serra |                                | Sagunto |
|       | Segart - Albalat de Taronchers |         |

## Historia
Los primeros testimonios de poblamiento son de épocas prehistóricas como se ha podido probar con diversos hallazgos en el término. Restos ibéricos se encontraron en la partida de Beselga a poniente de Estivella, y junto con otros ya plenamente romanos. En "Els Arcs" hay restos de posibles villas romanas en un punto junto a las lindes con el término de Albalat de Taronchers.
De igual manera se han localizado diversos yacimientos arqueológicos correspondientes a las épocas ibérica y romana, como lo demuestran los vestigios de Sabató donde se recogió, además de la cerámica característica de estas culturas, teselas de mosaicos negras y blancas, fragmentos de estuco pintado de rojo y sillarejos de muros que, por sus características, debieron pertenecer a un edificio de buena construcción y el acueducto de "Els Arcs".
Posiblemente, la actual población sea de origen musulmán, y se cree que su ubicación estuvo primero en la aldea o castillo de Beselga. El Castillo de Beselga, de una época más reciente, se cree que es el origen de la población de Estivella, estuvo primero en la aldea de Beselga, junto al castillo, que ya aparece como habitado en el 1248, edificado con la planta actual a finales del siglo XV por Gracián de Monsoriu y derruido por los agermanados de Morvedre.
Documentada desde 1348, el primer documento referido al término se refiere al 1376 con su primer señor conocido Mossèn Guillem Colom, la primera carta pobla de Estivella, Beselga y Arenes fue del 16 de junio de 1382 por Guillem Moliner. A lo largo de la historia varias familias han poseído la población hasta que fue comprada en 1501 por Berenguer Martí Torres de Aguilar.
Estivella perteneció a Sagunto/Morvedre hasta 1535, en que fue erigido en rectoría de moriscos. Tuvo el señorío la familia Monsoriu, y en 1611, Jerónimo de Monsoriu concedió la Carta Puebla a raíz de la expulsión de los moriscos. Posteriormente pasó a la casa de Híjar, al casar Francisca Felipa de Monsoriu y Mompalau con Onofre Vicente Escrivá de Híjar, conde de la Alcudia. Interrumpida la sucesión, perteneció al marquesado de Nules, a la duquesa de Almodóvar y finalmente a los Saavedra.

## Demografía
Estivella cuenta con una población de 1631 habitantes (INE 2024).
| Gráfica de evolución demográfica de Estivella entre 1842 y 2021                                                     |
| |
| Población de derecho según los censos de población del INE Población de hecho según los censos de población del INE |

## Economía
Tradicionalmente basada en la agricultura. Los regadíos se encuentran junto al río Palancia; los cultivos más importantes son los cítricos. Los terrenos de secano están dedicados fundamentalmente a frutales y frutos secos, también a viñedos.
Actualmente tiene en proyecto varios Planes de Actuación Integral pendientes de aprobación por parte de la Generalidad Valenciana.
También posee un polígono industrial, que actualmente alberga varias empresas, y cuyo único acceso es la travesía que cruza la población.
La industria de servicios juega una importante baza, de hecho el pueblo cuenta con dos residencias de ancianos, varios restaurantes y complejos de hospedaje rurales.

### Comunicaciones
Estivella es atravesado por la carretera N-234 de Sagunto a Burgos, que ha constituido el eje vertebrador de la localidad, cuya sinuosa travesía competía en fama con la célebre de la cercana localidad de Torres Torres. Actualmente Estivella también cuenta con la autovía A-23, muy próxima a la localidad.

## Administración y política
| Periodo   | Nombre                     | Partido                       |
| --------- | -------------------------- | ----------------------------- |
| 1979-1983 | Rafael Blasco Renau        | Independiente                 |
| 1983-1987 | Rafael Blasco Renau        | AP                            |
| 1987-1991 | Robert Renau Ramon         | PSPV-PSOE                     |
| 1991-1995 | Robert Renau Ramon         | PSPV-PSOE                     |
| 1995-1999 | Robert Renau Ramon         | PSPV-PSOE                     |
| 1999-2003 | Robert Renau Ramon         | PSPV-PSOE                     |
| 2003-2007 | Robert Renau Ramón         | PSPV-PSOE                     |
| 2007-2011 | Robert Renau Ramon         | PSPV-PSOE                     |
| 2011-2015 | María Jesús Ramón Beltrán  | PP                            |
| 2015-2019 | Rafael Mateu Mateu         | PSPV-PSOE                     |
| 2019-2023 | Rafael Mateu Mateu         | PSPV-PSOE                     |
| 2023-act. | Josep Francesc Mateu Bolós | Junts per Estivella-Compromís |

## Patrimonio
- Iglesia de los santos Juanes. 1675. Presenta un campanario de estilo barroco (1725-1730) que ha sido restaurado en 2001. Presenta completo el juego de campanas de los siglos XVIII y XIX restauradas en 2011.
- Ermita de San Roque. Siglo XX.
- Ermita de la Santa Cruz. En la cima del Garbí.
- Acueducto romano de "Els Arcs".
- Castillo de Beselga. De época musulmana, fue destruido por los hermanados de Morvedre; reedificado posteriormente por Graciano de Monsoriu y abandonado definitivamente en el siglo XVII; fue restaurado hace unos años después del desmoronamiento de su lienzo norte.

## Fiestas locales
El 3 de febrero, se celebra el día de San Blas, con una eucaristía, luego se ofrecen grandes calderas de arroz con judías y nabos, tradición que se remonta al siglo pasado y que es de gran interés turístico-gastronómico, por la tarde se celebra una procesión. Desde hace ya unos años, se celebran festejos taurinos en honor al citado santo.
Las fiestas patronales se celebran en torno al 16 de agosto en honor a la Santa Cruz del Garbí y San José. Se celebra concurso de paellas, orquestas y otras actuaciones, y para finalizar dichas fiestas se celebra una semana de vaquillas y toros, con la participación de múltiples peñas de la localidad.
Como preparación de la fiesta de San Roque (16 de agosto), se baja la imagen del santo, desde la ermita de Beselga, una semana antes, en procesión alumbrada con antorchas y el día 16 se vuelve a Beselga, donde se celebra una romería.